# Möttingen
Möttingen – miejscowość i gmina w Niemczech, w kraju związkowym Bawaria, w rejencji Szwabia, w regionie Augsburg, w powiecie Donau-Ries. Leży około 18 km na północny zachód od Donauwörth, nad rzeką Eger, przy drodze B25 i linii kolejowej Donauwörth – Aalen.

## Dzielnice
W skład gminy wchodzą następujące dzielnice:
Appetshofen, Balgheim, Enkingen, Kleinsorheim, Lierheim i Möttingen.

## Demografia
| Rok  | Liczba mieszk. |
| ---- | -------------- |
| 1970 | 2 255          |
| 1987 | 2 249          |
| 2000 | 2 428          |

## Polityka
Wójtem gminy jest Erwin Seiler, poprzednio urząd ten obejmował Helmut Wiedemann, rada gminy składa się z 14 osób.
|      | ÜWG | DG Balgheim | DG Appetshofen-Lierheim | WG Kleinsorheim | WG Enkingen | Razem |
| 2008 | 6   | 3           | 3                       | 1               | 1           | 14    |
| 2002 | 6   | 3           | 3                       | 1               | 1           | 14    |

## Oświata
W gminie znajdują się trzy przedszkola oraz szkoła podstawowa.